# Рындзюнский, Павел Григорьевич
Павел Григорьевич Рындзюнский (16 октября 1909, Москва — 17 мая 1993, Москва) — советский и российский историк, специалист в области социально-экономической истории и истории общественного движения России XVIII—XIX веков, музеевед, доктор исторических наук (1959), заслуженный деятель науки РСФСР (1991).

## Биография
Родился в 1909 году в Москве. Отец — Григорий Давыдович Рындзюнский (1873—1937), правовед, присяжный поверенный, при этом увлекался искусством, любил театр, был близко знаком с К. С. Станиславским и В. И. Немировичем-Данченко, являлся одним из организаторов Московского Художественного театра. Мать — Анна Кондратьева, художница и скульптор, выпускница Строгановского училища. Дед — А. М. Кондратьев, главный режиссёр Малого театра. Родная тётка — скульптор Марина Рындзюнская.
До 1930-х годов жил в Хамовниках (3-й Обыденский пер., 1, дом не сохранился); затем — на Студенческой улице, 32.
В 1927 году окончил среднюю трудовую школу № 17 с общественно-педагогическим уклоном. В 1930 году окончил историческое отделение этнологического факультета Московского Университета по специальности «музейная работа». Во время учёбы в университете был участником музееведческого семинара Н. М. Дружинина.
С января 1931 по октябрь 1932 года работал старшим научным сотрудником, а затем заместителем директора по научной работе Ростовского краеведческого музея. Здесь он познакомился с хранившейся в музее рукописной коллекцией основателя ростовского музея А. А. Титова. В составе этой коллекции находились бумаги таких знатоков старообрядчества и сектантства, как Ивана Липранди и Николая Надеждина. Среди бумаг И. П. Липранди были и донесения полицейских агентов, занимавшихся специальным секретным расследованием деятельности московских старообрядцев с ноября 1844 по июль 1848 года. На основе этих материалов Рындзюнским была впоследствии написана статья «Старо-обрядческая организация в условиях развития промышленного капитализма (на примере истории московской общины федосеевцев в 40-х гг. XIX в.)».
В 1932—1947 годы работал в Историческом музее в Москве, являлся научным сотрудником пятого экспозиционного отдела музея и принимал самое деятельное участие в создании первой экспозиции музея по истории XIX века. Параллельно участвовал в создании Большого Советского Атласа мира. В мае 1941 года защитил канд. диссертацию «значение развития деревенских промыслов для классовых отношений в крепостном поместье (по материалам Калужской губернии первой трети XIX века)». В августе 1941 года ушёл на фронт рядовым в составе Ленинской дивизии Московского Народного ополчения, затем воевал в составе частей Красной Армии. В 1943 году был демобилизован и продолжил работу в ГИМ до 1947 (1950?) года.
Одновременно с 1940 по 1961 год (по совместительству) преподавал на историческом факультете МУ на кафедре музееведения и краеведения, затем — источниковедения. В 1944 году ему было присвоено учёное звание доцент. Читал курсы лекций «Методика музейной экспозиции», «Основы краеведения», вёл спецсеминар по истории материальной культуры и просеминары по отечественной истории XIX века. В 1959 году в Институте истории Академии наук СССР защитил докторскую диссертацию по своей монографии «Городское гражданство дореформенной России» (1958).
В 1947—1990 годы — старший научный сотрудник, ст. н. с.-консультант (с января 1980) Института истории Академии Наук СССР. Сначала работал в секторе истории религии и атеизма, который который возглавлял В. Д. Бонч-Бруевич, а с 1953 года — в секторе истории СССР периода капитализма.
Автор более ста научных работ, в том числе нескольких монографий. Основные его труды посвящены генезису капитализма в России второй половины XVIII — начала XX веков. Он первым начал комплексное изучение аграрного строя во взаимодействии города и деревни, показав механизм их связи в процессе капиталистической эволюции. Его многочисленные труды по этой проблематике получили широкое признание как в России, так и за рубежом. В 1991 году он был удостоен звания Заслуженный деятель науки РСФСР.
В сферу его научных интересов также входила история Отечественной войны 1812 года и движения декабристов. В области москвоведения выделяются прежде всего его разделы в шеститомнике по истории Москвы: во втором томе им написана глава «Население Москвы в 18 веке», а в третьем — «Московская буржуазия в первой половине XIX века». Истории Москвы он касался также в своих работах, посвященных Отечественной войне 1812, декабристам, старообрядцам, и даже в обширном историческом комментарии к «Войне и миру» Льва Толстого, опубликованном в 1939 году. Московские сюжеты нашли отражение и в его докторской диссертации, и в других трудах по истории городов России в ХVIII и ХIХ вв. Рындзюнский является автором статей об историках-москвичах: С. В. Бахрушине, Н. М. Дружинине, Л. В. Черепнине, В. К. Яцунском, Л. Г. Бескровном.
С 1990 года до конца жизни снова работал научным сотрудником ГИМ.
В течение многих лет был членом редколлегии журнала «История СССР», входил в состав учёных советов Института истории АН СССР, ГИМа, музея-панорамы «Бородинская панорама».
Скончался в 1993 году. Похоронен на Армянском кладбище в Москве.

## Сочинения
- Рындзюнский П. Г. Расслоение крестьянства и классовая борьба в крепостной вотчине в 20-х годах XIX в. // Исторические записки. М., 1938. Т. 4. С. 141—164.
- Кутузов и русская армия в 1812 г. // Военно-исторический сб. М., 1948;
- Старообрядческая организация в условиях развития промышленного капитализма (на примере истории московской общины федосеевцев в 40-х гг. XIX в.) // Вопросы истории религии и атеизма. М., 1950. С. 198—199.
- Антицерковное движение в Тамбовском крае в 60-х годах XVIII века // Вопросы истории религии и атеизма. М., 1954. С. 154—193.
- Городское гражданство пореформенной России. М., 1958;
- Крестьянская промышленность в пореформенной России. М., 1966;
- Утверждение капитализма в России 1850—1880 гг. М., 1978;
- Крестьяне и город в капиталистической России второй половины XIX века: (Взаимоотношение города и деревни в социально-экономическом строе России). М., 1983.